# 行逢神
行逢神、行き逢い神（ゆきあいがみ、いきあいがみ）とは、人や動物に行きあって災いを成すとされる神霊の総称。日本全国各地に怪異として伝わっており、特に中国地方、四国に多い。
山中などの野外で天気も良い上に風も無いのに、わけもなく急に寒さを感じ、ときには発熱したり気分が悪くなったりすることを、行逢神に遭ったという。場合によっては怪我をすることもあるという。これを治すための呪法として、島根県簸川郡大社町（現・出雲市）では焙烙をかぶせる、岡山県や四国では箕で扇ぐなどの方法が伝わっている。また人間だけではなく牛や馬も行逢神に遭うといい、この場合は尾の先端を少し切って血を出すとよいといわれている。
行逢神の正体はその場所によって山の神、水神などと考えられ、ときには便所の神といわれることもある。非業の死を遂げた人間の怨霊が行逢神になるとする考えもある。
西日本では、神霊の先鋒の役割を持つ霊的存在であるミサキがこの行逢神とされており、ミサキに遭うと即死するとまでいわれて恐れられる。同じく西日本で知られる、人に飢餓をもたらすひだる神もまた行逢神の一種である。